# 青岛宗教
青岛历史上的宗教活动较为活跃，先后有道教、佛教、基督新教、天主教、伊斯兰教等宗教传入，日本神道也曾在两次日占时期占有一席之地。最早传入的是道教。公元前140年即有道人在崂山修行。公元3世纪佛教传入，建于公元264年的崂山崇佛寺为佛教在青岛的发端之地。清末基督教、天主教传入，有十几个国家的传教士在青岛传教。1914年第一次日占时期，日本神道随日本侨民和官兵一道传入青岛，建立了{{原址位于，今市北区辽宁路西段贮水山}}等一些参拜场所，战后均被毁。1920年代初，伊斯兰教传入。宗教活动在青岛开展活跃，影响深远。崂山被誉为中国道教全真派第二丛林，湛山寺为佛教天台宗在国内外都有影响的名刹。各教派建立了许多传教活动社团，先后有长老会、浸信会、信义会、同善教会等差会、修会在青岛创办学校、医院、慈善机构等公益事业。
共和国成立后，实行宗教民主改革，废除了道教、佛教中的部分旧制度，将从是反政府活动的天主教、基督教的外国传教士全部驱逐出境，没收外国教会的财产归中国教会所有，将宗教活动控制在中共政策的指引下进行。“文化大革命”期间，正常的宗教活动均被迫停止。1978年后，恢复和落实了中共的宗教政策。1980年，青岛市人民政府宗教事务处恢复办公，宗教爱国组织和宗教团体相继恢复和重新建立。后相继成立了青岛市基督教协会、青岛市道教协会、青岛市佛教协会和青岛市伊斯兰教协会。2001年，青岛市开始把驻青外国人的宗教活动纳入依法管理范围，为青岛境内的外国人确定活动点。2002年，逐级建立宗教工作责任制，有宗教活动的村（居）设立宗教工作联络员；在全国首创成立宗教政策法规宣讲团；在全国首次开展宗教团体届中评估工作，建立与宗教团体负责人联系制度。2003年实施《青岛市宗教教职人员管理办法》、《青岛市宗教团体及宗教活动场所财务管理暂行规定》。2004年，湛山佛学院成立。

## 道教
中国道教流行于崂山已有2000余年的历史。其发端始于两汉，盛于宋元。公元前140年，上清派茅山宗在今崂山太清景区老君峰下始建太清宫。宋初上清派茅山宗华盖真人刘若拙在今崂山上清景区敕建上清宫道场，在今仰口景区的上苑山奉敕建造太平宫。明万历帝赐太清宫《道藏》一部，以镇名山。
自西汉张廉夫开山始基以来，许多著名道士来崂山潜修，著书立说，其中有唐代道化普济真人李哲玄、宋代华盖真人刘若拙、元代长春演道主教真人丘处机、长生辅化宗玄明德真君刘长生、道教祖师之一张三丰、明朝中元永寿太和真君徐复阳、上元普济道化真君齐本守等。这些著名道士在崂山栖居讲道，先后建有九宫八观七十二庵。有金山派、随山派、龙门派、华山派等十几个教派。崂山太清宫是中国道教全真派的重要丛林之一。明代在今市北区海云街始建道教宫观海云庵，原为佛寺，1926年翻修后，由道士掌管，属道教华山派。
共和国成立时，尚存道观59处，其中有西汉、后汉、北魏、唐、五代、宋、元、明、清及民国建筑。人民政府出资整修了一批著名道观。1978年后，青岛市人民政府对太清宫、太平宫、上清宫、明霞洞、海云庵等道观进行修缮，恢复宗教活动。1989年，青岛市道教协会成立。1994年修复海云庵，每年正月十六举办海云庵糖球会。全市现共有太清宫、海云庵、于姑庵等开放道观5所。

## 佛教
佛教在青岛的发展历史悠久。公元264年，崂山建崇佛寺，佛教传入青岛。公元412年，高僧法显从天竺取经回国途中，在崂山登陆，并在不其城（今城阳区）翻译并讲经三个月，传播佛教文化。此后佛教在青岛逐步得到发展，许多朝代都建有佛教寺院，其中有北魏的法海寺，唐朝的潮海院、石佛寺，元朝的清凉院、菩萨庙，明朝的于姑庵、观音寺、华严寺等。20世纪初，一些有识之士为弘扬佛教文化，筹资兴建了毗庐庵、灵圣寺等。1934年，今市南区芝泉路建设了中国最年轻的天台宗寺院——湛山寺。同年居士王湘汀出资在今小鱼山公园山顶上兴建佛教居士聚会场所——湛山精舍，每周日下午讲经。湛山寺建成后，每年农历四月初八举行浴佛节，纪念佛祖释迎牟尼诞辰，僧众、居士在主持方丈带领下，在浴佛坛上进行浴佛仪式。开庙逢会三天。届时善男信女进庙烧香者络绎不绝。寺周围众多摊贩叫卖，各地民间艺人也来此表演，热闹非凡。
第二次日占时期，设有日本佛寺7处，日本投降后皆被取缔。共和国成立前夕，尚存寺院13处，和尚23人，尼姑6人，寄居7人。1956年，居士定期聚会被中止；1959年，湛山精舍被拆除。“文化大革命”期间湛山庙会中断。1978年改革开放后，政府多次拨款对法海寺、华严寺、于姑庵、湛山寺等重点佛教寺院进行维修。湛山寺对外开放。1988年，湛山庙会恢复；此后每年均举办，并渐融经贸、旅游活动为一体，赴庙会者在数十万人以上。现为青岛惟一佛教庙会。1992年成立青岛市佛教协会。全市现共有开放佛庙2处。

## 基督新教
1873年，美国传教士郭显德来青岛进行传教活动，基督教传入青岛。教徒集资在今崂山区北宅街道兴建青岛最早的基督教堂——南北岭教堂，属美国北美长老会。1897年德国设立租界地后，外国传教士纷纷进入青岛。1898年，德国信义会传教士昆祚来青岛传教、办学校、开医院；1900年，昆祚在今市北区清和路主持兴建路德堂。1908年，胶澳总督府在今市南区江苏路出资兴建基督教堂。1931年，中国人在陵县路创建基督教青岛灵恩会。1935年，青岛基督教徒聚会处在锦州路成立。1938年，鲁东信义会在今市南区观象二路兴建圣保罗堂。1942年，青岛基督教徒聚会处中心在龙山路建成，信徒曾达4000余人。至1949年，共有属于11个差会（基督教的海外传教组织）的德、英、日、美、法等13个国家的传教士在青岛传教，有教派21个，教堂及聚会场所140余处（其中礼拜堂60处），神学院3处，外籍传教士90人，中国牧师52人，信徒1.2万人。主要礼拜堂有江苏路礼拜堂、圣保罗堂、路德堂、南北岭礼拜堂。
1951年，青岛市基督教抗美援朝“三自”（即“自治、自养、自传”）革新运动筹委会成立后，外国传教士相继离境。1954年，青岛市基督教“三自”爱国运动委员会成立。1958年，全市50处礼拜堂合并为10处聚会点，后再合为7处。文革期間宗教活动停止。1980年，开始恢复江苏路礼拜堂等处的正常宗教活动。1981年，青岛市基督教协会成立。1985年，路德堂恢复聚会。全市现共有开放教堂25处。

## 天主教
天主教传入青岛已有百余年历史。1898年，天主教兖州教区德籍传教士白明德到青岛建立了第一个天主教传教场所。此后天主教在青岛迅速发展。1901年，德国神父在今曲阜路创办的教会印刷所，主要承担《青岛官报 （Amtsblatt für das Deutsche-Gebiet）》的印刷，后改称天主堂印书局，主要印制教会书籍。1905年，天主教在今市北区博山路开办第一所医院——天主堂医院，设病床40张。1925年，天主教会青岛监牧区成立，德籍神父维昌禄为监牧主教，辖胶州、高密、即墨、诸城等11县。1928年，青岛代牧区成立，维昌禄为代牧主教。1932至1934年，维昌禄自德国募集资金在今市南区浙江路兴建圣弥额尔大教堂，成为青岛最大的教堂。天主教青岛教区受罗马天主教总部和教宗驻南京公使领导，接受其津贴供给。
1946年，中国天主教会实行圣统制，青岛代牧区升格为青岛教区，德籍神父吴伯禄任主教。青岛的天主教修会有圣言会、圣母文学会、方济各玛利亚传教修女会、神爱会、圣神掉女会、圣神祈祷会等。市区有天主教堂10处，修女院11处，外籍神修人员36人，华籍神修人员8人，信教群众5000余人。1951年，中国神父刘殿俊被吴伯禄委任为代理主教。1950年代后，全国宗教制度改革，中国天主教开始独立自主，自办教会。1956年，青岛市天主教爱国会成立。1981年，在中国天主教爱国会主席宗怀德主教主持下，举行了开堂祝圣仪式，恢复开放圣弥额尔大教堂。1987年，天主教教务会议选举韩锡让为青岛教区主教，成为共和国成立后，青岛天主教第一位自选自圣的正权主教。全市现共有开放堂点4处。

## 伊斯兰教
1904年胶济铁路建成通车后，青岛的工商业不断发展，一些穆斯林从外地陆续移居青岛。20世纪初期有回民300余户，1800余人，主要集中居住在市北区，都是客籍居民，由他们将伊斯兰教传入青岛。其时山东淄博人王万英阿訇在市南区河南路租赁平房两间，当作青岛穆斯林的礼拜处所。1929年，回族穆斯林来青岛经商者日众，由穆华亭、刘尊五、王万英、石小坡等人发起募捐，在市南区常州路兴建清真寺，得到身为回族人的青岛市长马福祥的支持。在马兰顶建有穆斯林专用墓地。全市现共有开放清真寺1所。

## 备注
1. ↑  在中国，新教通常称为基督教